# PlayStation: The Official Magazine
 (décembre 2018).
Si vous disposez d'ouvrages ou d'articles de référence ou si vous connaissez des sites web de qualité traitant du thème abordé ici, merci de compléter l'article en donnant les références utiles à sa vérifiabilité et en les liant à la section « Notes et références ».
PlayStation: The Official Magazine est un magazine de jeu vidéo américain spécialisé dans l'actualité PlayStation. Il a été publié par Future US depuis septembre 1997 sous le nom de PSM, et a été renommé en octobre 2007. PlayStation: The Official Magazine a été publié 13 fois par an par Future jusqu'à son arrêt fin 2012,,.